# Basílio de Trebizonda
Basílio da Trebizonda ou Basílio Comnemo (m. 6 de abril de 1340) foi um monarca do Império de Trebizonda que reinou entre setembro de 1332 e 6 de abril de 1340. Foi antecedido no trono por Manuel II e sucedido por Irene Paleóloga.